# RGDモチーフ
RGDモチーフ（アールジーディーモチーフ、英: RGD motif）は、アミノ酸Arg-Gly-Asp（アルギニン-グリシン-アスパラギン酸）をアミノ酸1文字表記した配列で、多くの細胞接着性タンパク質に共通の細胞接着活性配列である。RGD配列。

## 概要
1973年、英国 王立がん研究基金 のリチャード・ハインズ（Richard O. Hynes）が細胞表面にあるタンパク質・フィブロネクチンを発見し。1976年、米国・NIH・国立がん研究所のケネス・ヤマダ（K.M. Yamada）がフィブロネクチンに細胞接着活性があることを発見した 。
1984年、米国のエルキ・ルースラーティ（E. Ruoslahti  ）が、タンパク質・フィブロネクチンの細胞接着部位はたった4つのアミノ酸Arg-Gly-Asp-Ser（RGDS）（アルギニン-グリシン-アスパラギン酸-セリン）に担われていることを発見した 。
RGDSの最後のアミノ酸・S（セリン）は、他のいくつかのアミノ酸に置換しても活性を保持しているが、最初の3つのアミノ酸・RGDはどれ1つでも置換すると活性を失う。並ぶ順序もこの順序が重要である。ゆえに、本質的に重要なのはRGD配列と断定された。
有機合成したRGDペプチドにも細胞接着能がある。実際の効力は、トリペプチドRGDだけでは効力がほとんどなく、もう少し長いペプチドが必要である。通常は、GRGDSのペンタペプチドが活性のあるペプチドとして使用され、活性の無いペプチドとして、4番目のアミノ酸「D」を「E」に変えたGRGESペプチドが対照実験に使用される。
フィブロネクチンにRGD配列が発見されて以来、ビトロネクチン、コラーゲン、オステオポンチン、ラミニンなど数十種類の細胞接着性タンパク質にRGD配列が見つかり、その多くは、細胞接着能を発揮していた。つまり、RGDモチーフは各種細胞接着性タンパク質に共通の細胞接着配列であり、かつ、動物進化分類学上も多様な生物種に存在する普遍的な細胞接着配列と考えられた。
なお、RGD配列を持っていても、細胞接着能を発揮しないタンパク質もある。この場合、RGD配列がタンパク質分子の分子内部にあり、表面に露出していないためだと考えられている。
RGD配列を認識する細胞表面のレセプターはタンパク質・インテグリンである。
フィブロネクチンやビトロネクチンを基質上にコートし、培養細胞をまいて細胞接着させる実験系では、外からGRGDSペプチドを添加するとその細胞接着が阻害される。対照ペプチドGRGESでは阻害されない。この実験系の応用として、培養細胞が未知の細胞接着性タンパク質に接着する時、GRGDSペプチドで阻害され、GRGESペプチドで阻害されないと、その細胞接着性タンパク質の活性部位はRGDモチーフだと判定できる。

## 応用・特許
1986年、GRGDSペプチドが、マウスの悪性黒色腫細胞の実験的がん転移を抑制すると報告された。RGDの非ペプチド性アナログRAMは、マウスの悪性黒色腫細胞の実験的がん転移を80％も抑制した。がん組織に強く発現するインテグリンαvβ3に、RGDペプチドが特異的に結合することを利用し、RGDペプチドに毒物を仕込んで、がん組織に毒物を注入するドラッグデリバリーシステムが考案されている。

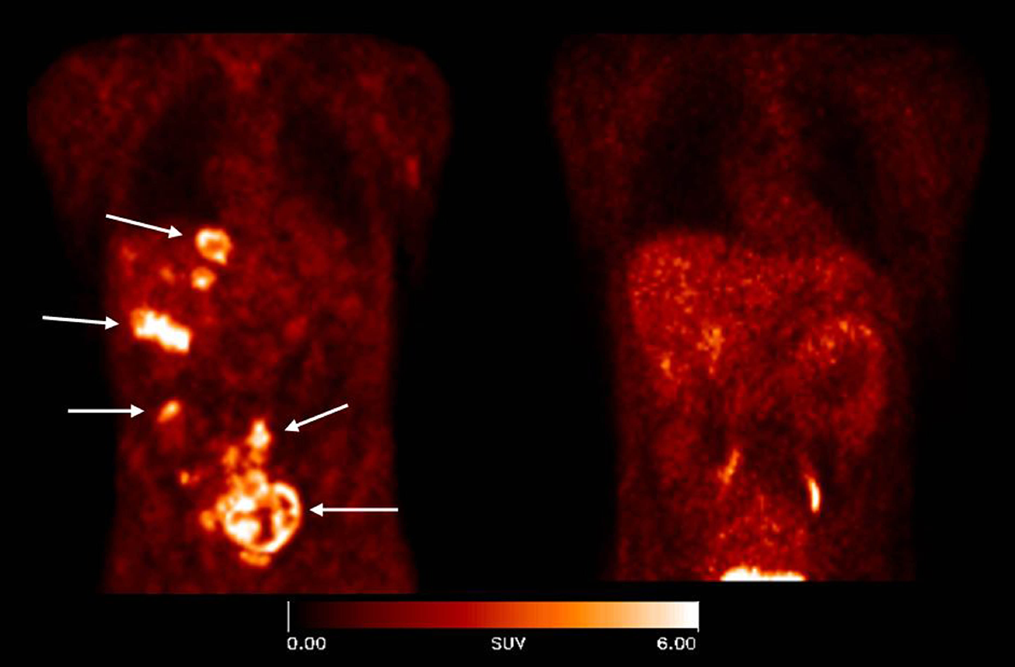
図1.　ヒト・がん組織（悪性黒色腫を含む）でのインテグリンα_{v}β_{3}の発現

図1はミュンヘン工科大学のHaubnerが開発中の腫瘍の画像診断法である。インテグリンαvβ3に特異的に結合するRGDペプチドに陽電子放出核種を標識した化合物・[18F]Galacto-RGDを作る。その化合物を取り込ませ、ポジトロン断層法で、転移能の高い悪性黒色腫のあるヒトのがん組織を、陽電子を放出する組織像として検出した。図1のがん組織に光る部分（矢印）があり、化合物・[18F]Galacto-RGD、つまり、インテグリンαvβ3が血管系に強く発現していることがわかる。RGDペプチドは血小板凝集を阻害する。つまり、血栓を作らないようにする。それで、RGDペプチドを改良したさまざまな抗血小板剤（模倣薬、ミメティックス：mimetics）の開発が試みられている。